# لقطة طويلة
في صناعة الأفلام، يتم تصوير اللقطة الطويلة (بالإنجليزية: long take) بمدة أطول بكثير من وتيرة التحرير التقليدية للفيلم نفسه أو للأفلام بشكلٍ عامٍ. غالبًا ما تكون الحركة الكبيرة للكاميرا والحجب المتقن عناصر في اللقطات الطويلة، ولكن ليس بالضرورة. لا ينبغي الخلط بين مصطلح "لقطة طويلة" ومصطلح "لقطة عريضة"، التي تشير إلى المسافة بين الكاميرا وموضوعها وليس إلى الطول الزمني للقطة نفسها. كان طول اللقطة الطويلة يقتصر في الأصل على مقدار الفيلم الذي يمكن أن تحتويه مجلة كاميرا الصور المتحركة، ولكن ظهور الفيديو الرقمي أدى إلى إطالة الحد الأقصى للطول المحتمل للقطة بشكل كبير.

## أمثلة مبكرة
عند تصوير فيلم "حبل" (1948)، قصد ألفريد هيتشكوك أن يكون للفيلم تأثير لقطة واحدة طويلة ومتواصلة، لكن مجلات الكاميرا المتوفرة لا يمكنها استيعاب أكثر من 1000 قدم من فيلم مقاس 35 ملم . ونتيجة لذلك، تستخدم كل لقطة ما يصل إلى لفة كاملة من الفيلم وتستمر لمدة تصل إلى 10 دقائق. ينتهي العديد منها بلقطة دوللي على سطح خالٍ من الملامح (مثل الجزء الخلفي من سترة الشخصية)، مع البدء التالي من نفس النقطة عن طريق التصغير. الفيلم بأكمله يتكون من 11 لقطة فقط. 
قام آندي وارهول ومساعده المخرج الرائد جوناس ميكاس بتصوير فيلم تجريبي مدته 485 دقيقة، يحمل اسم الإمبراطورية (1965)، على 10 لفات من الفيلم باستخدام كاميرا Auricon عبر فيلم مقاس 16 مم، مما يسمح بأخذ لقطات أطول من فيلم 35 مم. "التقطت الكاميرا لفة من الفيلم بطول 1200 قدم والتي يمكن تصويرها لمدة 33 دقيقة تقريبًا." 

## أنظر أيضا
- فيلم لقطة واحدة
- فيلم فني

## روابط خارجية
- Cinemetrics – a statistical analysis of shot length
- Top 15 Long Takes at List Universe
- 25 Great Long Takes at Daily Film Dose
- Essay on the history and use of long takes in music videos نسخة محفوظة 7 يونيو 2010 على موقع واي باك مشين.
- The Hungary a Marathi Movie - World's Longest Uncut Movie, India set a New World Records India